# Линдов-Лившиц, Илья Яковлевич
Илья Яковлевич Ли́ндов-Ли́вшиц (23 октября 1900, Севастополь — 21 сентября 1938, Ленинград) — советский разведчик. Полковник (1935).

## Биография
В РККА с 1918 года. Член ВКП(б) с 1918 года.
Участник Гражданской войны.
Помощник начальника разведывательного отделения штаба Кавказской Краснознаменной армии (август 1926 — октябрь 1927), в распоряжении Разведывательного управления Штаба РККА, помощник начальника разведотдела штаба Сибирского военного округа (январь 1928 — август 1929).
Окончил Восточный (1931) и Оперативный (1935) факультеты Военной академии РККА им. М. В. Фрунзе.
По окончании Восточного факультета Военной академии РККА им. М. В. Фрунзе служил в центральном аппарате Разведуправления Штаба РККА: начальник сектора и помощник начальника 3-го отдела (июнь 1931 — ноябрь 1934).
По окончания Оперативного факультета Военной академии РККА им. М. В. Фрунзе — на оперативной работе в Китае и Персии, помощник начальника штаба 19-го стрелкового корпуса (1935—1937). С июля 1937 года — начальник разведотдела штаба Ленинградского ВО.
Репрессирован 3 ноября 1937 года. Выездной сессией Военной коллегии Верховного суда СССР в Ленинграде 20 сентября 1938 года приговорен к высшей мере наказания.
Реабилитирован посмертно 27 сентября 1955 года.
Сын — Владимир Ильич Линдов (1929—2011).